# Pyrrhogyra daguana
Pyrrhogyra daguana är en fjärilsart som beskrevs av Rudolf Bargmann 1929. Pyrrhogyra daguana ingår i släktet Pyrrhogyra och familjen praktfjärilar. Inga underarter finns listade.